# There's Something About Paulie
"There's Something About Paulie" (em português, "Quem Vai Ficar com Paulie?") é um episódio da segunda temporada da série animada da FOX Uma Família da Pesada. É o vigésimo terceiro a ser exibido de todo o seriado. Michael Chiklis atou como Paulie, o gordo.

## Enredo
Os Griffins precisam de um novo carro. Lois decide comprar um sem olhar os classificados, contudo, Peter recusa, chegando a ridícula conclusão de que comprar um carro fora dos classificados é o que levaria um conhecido a adquirir herpes, dez anos depois.
Peter e Lois vão a uma concessionária de carros, onde, apesar de escutar os conselhos da esposa, um vendedor (Jim Kaplan, o vigartista) convence o homem a comprar um carro que, supostamente, foi de James Bond. O carro quebra imediatamente, mas Peter consegue trocá-lo ao fazer um seguro oferecido por membros de uma máfia. O favor que ele precisa fazer para compensá-los é simples: levar o sobrinho de Don, Paulie, o gordo, ao cinema. Ambos se tornam amigos, embora Lois pense que Paulie não é uma boa pessoa, ordenando o marido a parar de sair com ele. Quando Peter diz que poderiam sair quando a esposa não estivesse por perto, Paulie interpreta isso como um pedido para dar um sumiço em Lois. Ao descobrir, o Griffin liga para o amigo dizendo para não fazer isso, mas o bandido é morto por pessoas que passavam de carro, antes de praticar o crime. No dia seguinte, Lois descobre ao ler o jornal que seu marido trouxe para casa um criminoso e fica sabendo também, durante uma brincadeira que lhe tiraria a vida, que sofreria um acidente. Peter vai até a "loja de animais" da máfia e fala livremente sobre o que está ocorrendo, mesmo que a quadrilha afirme que o local está sendo espionado. Para livrar-se de Peter, um convite para o casamento da filha de Don é enviado a ele. Já que todos os convidados podem fazer um pedido, Lois pede ao marido que peça a Don para não causar um acidente a ela, entretanto, ele muda seu desejo e pede um pouco do seu tiramisu.
Enquanto estão lá fora, Peter vê a filha de Don e seu noivo, Larry, discutindo. Ele diz aos dois que deveriam trabalhar juntos, pois aprendeu isso do modo mais difícil. Só então, Larry reconhece Lois como a pessoa que ele, supostamente, iria bater. Para salvar a vida da mulher, Peter pede a Don que o mate ao invés dela. Oprimido com a bondade, Don decide suspender o acidente que ocorreria.
Pedem ao manobrista que tragam o carro a eles para que fosse explodido, matando-o. Imediatamente, Larry vai avisar a eles que não pegou o carro, mas ao observar a explosão, volta de onde estava vindo. Peter e Lois refletem sobre o fato de que ninguém importante se machucou nesse incidente, ao mesmo tempo que as roupas do manobrista caem do céu.

## Recepção
Em sua avaliação de 2009, Ahsan Haque da IGN classificou o episódio em 7.5/10, dizendo que "não é o clássico, mas é o fundamental que alguém podia esperar" e seus temas foram feitos "uma e outra vez, e poderiam ser melhorados futuramente", no entanto, ainda existiram "alguns bons momentos de risadas".